# John Shepherd (aktor)
John William Shepherd (ur. 18 listopada 1960 w Glen Ellyn w Illinois) – amerykański aktor filmowy i telewizyjny, obecnie zarządca wytwórni filmowej Mpower Pictures. Najbardziej znany jest prawdopodobnie z roli Tommy’ego Jarvisa w horrorze Piątek, trzynastego V: Nowy początek (1985) (oferowano mu powtórzenie tej roli w sequelu – Jason żyje, lecz nie zgodził się, przez co jego rolę przejął Thom Mathews). Wystąpił też w jednym z odcinków serialu Friday the 13th. Nieznaczne występy zaliczył także w filmach kinowych: Polowanie na Czerwony Październik (1990), Próba sił (2000), Nagi peryskop (1996) i Rajd Błyskawicy (1986).

## Filmografia
- 1981: 240-Robert jako Chris
- 1981: The Other Victim jako Steve Langford
- 1982: T.J. Hooker jako David Wagner
- 1983: Confessions of a Married Man jako Tom
- 1985: Piątek, trzynastego 5: Nowy początek (Friday the 13th: A New Beginning) jako Tommy Jarvis
- 1986: Rajd Błyskawicy (Thunder Man) jako Chris
- 1987: The Kidnapping of Baby John Doe
- 1987: Banzai Runner jako Beck Baxter
- 1987: Caught jako Tim Devon
- 1988: Friday the 13th jako konstabl
- 1988: Hot Paint
- 1988: Nitti, prawa ręka Ala Capone (Frank Nitti: The Enforcer)
- 1988: Przyjadę do domu na święta (I'll Be Home for Christmas)
- 1989: Tour of Duty jako specjalista Taft
- 1990: Zagubiony w czasie (Quantum Leap) jako Thomas
- 1990: Polowanie na Czerwony Październik (The Hunt for Red October) jako pilot Fokstrota
- 1991: The Heroes of Desert Storm
- 1991: Mark Twain and Me jako dziekan Oxfordu
- 1992: Deep Cover jako gliniarz
- 1996: Nagi peryskop (Down Periscope) jako młody marynarz
- 2000: Próba sił (Bless the Child) jako pan Czernik
- 2009: His Name Was Jason: 30 Years of Friday the 13th jako on sam
- 2013: Homemakers jako pan McCabey
- 2013: Crystal Lake Memories: The Complete History of Friday the 13th jako on sam